# Гиперестезия зубов
Гиперестези́я — это повышенная чувствительность твёрдых тканей зубов. Гиперестезия проявляется в виде болевых ощущений кратковременного характера, возникающих в ответ на действие различных раздражителей (химических, температурных или тактильных). Интенсивность болевых реакций может варьировать от лёгкой чувствительности (дискомфорта), до сильной боли, затрудняющей приём пищи и чистку зубов.:3.
 Чаще всего гиперестезия сопровождает некариозные поражения тканей зуба и является прямой реакцией на их деструктивное воздействие.

## Клиническая картина
Проявляется гиперестезия в виде кратковременной острой боли, которая длится около 10-30 секунд. Повышенная чувствительность может проявляться как локально, так и генерализировано.
Гиперестезию твёрдых тканей зубов принято разделять (классифицировать):

по распространению – на ограниченную форму, когда болевые ощущения возникают в одном или нескольких зубах, и генерализованную (системную) форму, при которой чувствительными становятся большинство или даже все зубы;

по происхождению – на связанную с потерей твёрдых тканей зубов в результате препарирования, кариеса, некариозных процессов или других причин, а также не связанную с потерей твёрдых тканей зубов, возникающую в интактных зубах в период общих заболеваний организма, при нервно-психических и эндокринных нарушениях, а также при обнажении шеек и корней зубов при заболеваниях пародонта; :152
по клиническому течению – различают три степени гиперестезии зубов:

I степень, когда ткани зуба реагируют на температурные раздражители (тепло, холод),

II степень – реакция на температурные и химические раздражители (сладкое, кислое, солёное),

III степень, при которой зуб реагирует на все виды раздражителей, включая тактильные.:10

Наиболее часто гиперестезия сопутствует клиновидным дефектам, повышенной стираемости и эрозиям зубов. При этом степень гиперестезии характеризует активность некариозного процесса зубов, поскольку фаза обострения заболевания (клиновидного дефекта, эрозии, повышенной стираемости зубов), как правило, сопровождается усилением гиперестезии, а фаза стабилизации (ремиссии) – её снижением.

«Наличие или отсутствие гиперестезии зубов в области некариозных поражений является диагностическим критерием стадии (обострения или ремиссии) некариозного поражения и индикатором активности патологического процесса.»:19.— Соловьёва-Савоярова Г.Е., «Эстрогены и некариозные поражения зубов»
Особого внимания заслуживает появление повышенной чувствительности в интактных зубах или на участках внешне здоровых и не повреждённых зубов, поскольку впоследствии очень часто именно в этой локализации формируются эрозии, клиновидные дефекты или патологическая стираемость. Гиперестезия зубов предшествует появлению некариозных поражений и является ранним (начальным) диагностическим признаком развития некариозных поражений зубов.:20

## Патогенез
Причин возникновения повышенной чувствительности несколько: последствия кариозного процесса, повышенная стираемость зубов, отколы эмали и различные виды некариозных процессов, в том числе клиновидный дефект, гипоплазия, эрозия и некроз. Дентин зуба имеет множество микроскопических отверстий, ведущих к пульпе и нервам. В норме эти отверстия прикрыты эмалью, но если она стирается, то раздражители могут легко воздействовать на нервный пучок зуба. При этом зубы начинают реагировать на холод, тепло, кислые и сладкие продукты, также неприятные ощущения может вызвать простая чистка зубов.
В пришеечной области зуба эмаль наиболее тонкая, и в здоровом состоянии десна закрывает область шейки. При этом человек не испытывает никаких неприятных ощущений. Чувствительной эта область становится тогда, когда возникают различные заболевания десен, при которых шейки и корни зубов начинают оголяться.
Наиболее часто явление гиперестезии наблюдается при патологии твёрдых тканей зубов некариозного происхождения, но также при кариесе и болезнях пародонта.:146. Распространённость этой патологии велика, и за последние двадцать лет, по данным разных авторов (как отечественных, так и зарубежных , увеличилась на 35 – 42%, в целом охватывая от 57% до 68% взрослого населения.:4 При этом у женщин гиперестезия зубов встречается значительно чаще, чем у мужчин. Считается, что повышенная чувствительность зубов обусловлена нарушением целостности структуры зуба. Эти нарушения могут быть обусловлены как кариозным, так и некариозными процессами, механической обработкой тканей зубов или их деминерализацией.:149-150 Механизм возникновения боли до конца неясен, на этот счёт существует несколько предположений. Наибольшее распространение на данный момент имеют три теории: это реце́пторная теория, по которой боль возникает в ответ на раздражение нервных окончаний, находящихся в дентинных трубочках и передающих сигнал в пульпу зуба. Другая теория – нервно-рефлекторная, механизм которой лежит в нарушении ионообменных процессов в тканях и повышенном восприятии раздражений рецепторным аппаратом дентина. :9. Третья, наиболее воспринятая теория — это гидродинамическая, согласно которой возникновение боли происходит в результате активизации механорецепторов нервных волокон вследствие изменения циркуляции дентинной жидкости в канальцах, которое обусловлено внешними факторами.:77.
Системный подход в обосновании этиопатогенеза некариозных поражений зубов (эрозий, клиновидных дефектов, патологической стираемости и гиперестезии), их дальнейшего развития, а также полный алгоритм обследования и лечения пациенток впервые был представлен Г. Е. Соловьёвой-Савояровой в диссертации «Некариозные поражения зубов как маркеры гормонально-метаболических нарушений у женщин» (2006-2009), а затем в профильной монографии «Эстрогены и некариозные поражения зубов» (2012). Последние исследования российских учёных и медиков указывают на то, что важнейшую роль в патогенезе некариозных поражений зубов у женщин играют системные гормонально-метаболические нарушения, и в первую очередь – снижение базального уровня эстрадиола в крови.:53-54.

В частности, у женщин с некариозными поражениями зубов выявлено пониженное содержание ионизированного кальция и магния в крови, повышение биохимических маркёров костной резорбции, снижение показателей минеральной плотности костной ткани (по данным денситометрии).:152 Низкая концентрация эстрогенов в крови является ведущей патогенетической причиной развития эрозий, клиновидных дефектов и патологической стираемости зубов у женщин. В то же время женщины, имеющие эту патологию, входят в группу риска развития остеопороза. Именно вследствие этого некариозные поражения зубов (эрозии, клиновидные дефекты, патологическая стираемость) считаются ранними маркёрами, внешними «сигналами тревоги» формирования остеопении и остеопороза,:131 а сама гиперестезия зубов выполняет функцию осязаемого болевого сигнала организма на растущую дисфункцию.

«Женщины, имеющие некариозные поражения зубов (эрозии, клиновидные дефекты и повышенную стираемость), входят в группу риска развития остеопороза, при этом сами некариозные поражения зубов являются видимыми маркёрами (сигналами тревоги) гормонально-метаболических нарушений в организме».:131— Соловьёва-Савоярова Г.Е., «Эстрогены и некариозные поражения зубов»

## Лечение
Метод лечения применяют соответственно причине возникновения повышенной чувствительности. Если гиперестезия возникла в результате кариозного процесса, то зуб препарируют и ставят пломбу. Если же причиной стало оголение пришеечной области зуба в результате опускания десны, то в таком случае производят хирургическое вмешательство, при котором десна поднимается на нормальный уровень. При воспалительном процессе десен применяют как хирургический метод, так и терапевтическое лечение. При легкой степени гиперестезии иногда обходятся обычным фторированием зуба с помощью наложения аппликаций в виде солей фтора и кальция на повреждённый зуб. Курс лечения — примерно 10—15 аппликаций. При недостаточной эффективности такого лечения эмаль могут перекрывать пломбировочным материалом. Когда повышенная чувствительность возникает из-за усиленной стираемости зубов при неправильном прикусе, тогда проводят ортодонтическую терапию. Вариантов и методов лечения повышенной чувствительности много и все они подбираются индивидуально в зависимости от степени и сложности патологии.
Длительное время ведутся разработки по созданию материала, способного заполнить микроотверстия в дентине, открытые для раздражителей после стирания эмали. Были попытки использовать соединения флорида кальция, комбинации нанокристаллов карбоната-гидроксипатита и биоактивного стекла, но с небольшим успехом из-за слипания частиц, что не давало им проникнуть в отверстия шириной от 1 до 4 микрон. В недавнем исследовании Damien Walmsley из университета Бирмингем (опубликовано в Journal of Dentistry) были разработаны кремниевые наночастицы с покрытием, которые могут быть использованы в восстановительном лечении чувствительных зубов и для предотвращения кариеса.